# Anton von Haberler

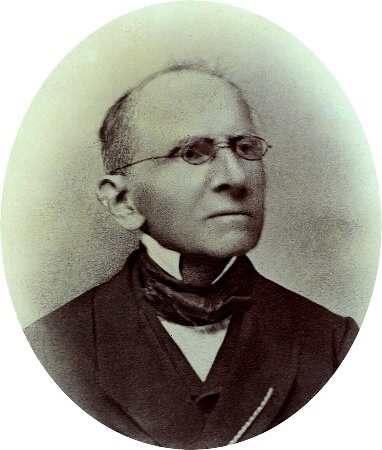
Anton von Haberler

Anton Ritter von Haberler tschechisch Antonín von Haberler (geboren 7. Januar 1796 in  Brünn, Habsburgerreich; gestorben 3. November 1873 in Brünn, Österreich-Ungarn) war ein österreichischer Politiker und Bürgermeister von Brünn.

## Leben
Anton Haberler stammt aus dem deutschen Bürgertum in Brünn. Sein Vater Joseph Haberler war Stadtarzt in Brünn.
Haberler studierte Philosophie und Jura in Brünn und trat 1816 in den Dienst in der mährisch-schlesischen Landesverwaltung.  Im Jahr 1829 wurde er mährisch-schlesischer Landrat, 1836 Appellationsrat. Haberler gehörte 1848/49 dem Mährischen Landtag an. 1850 wurde er Oberlandesgerichtsrat.
Haberler wurde in den Gemeindeausschuss Brünns gewählt und 1851 zum ersten Bürgermeister der neu gebildeten großen Gemeinde Brünns ernannt. 1854 wurde er noch erster Rat des neu organisierten mährisch-schlesischen  Oberlandesgerichtes.
Bei seiner Pensionierung 1855 wurde Haberler für seine Verdienste um die Stadt Brünn in den Ritterstand erhoben. Die im Jahr 1877 nach ihm benannte Haberlergasse wurde 1918 in der Tschechoslowakei in Seminářská und 1921 in Smetanastraße umbenannt.